# Galactik Football
Galactik Football (2006 – 2011) – francuski serial animowany zrealizowany w technologii dwu- i trójwymiarowej. Emitowany był w Polsce od 3 czerwca 2006 roku do 18 września 2009 roku w telewizji Jetix. Ponowna emisja serialu w Polsce trwała od 11 kwietnia 2011 roku do 3 marca 2013 roku w telewizji Disney XD. 15 lutego 2021, serial zadebiutował w TVP ABC.

## Fabuła
Serial opowiada o przygodach drużyny Snow Kidsów – młodych piłkarzy pochodzących ze zlodowaconej planety Akillian. W Galaktyce Zaelion, w której mieszkają, co cztery lata odbywa się Turniej Galaktycznej Piłki Nożnej – Puchar Galactik Football. Biorą w nim udział reprezentanci z całej galaktyki. Nie jest to jednak zwykły turniej piłkarski. Każda planeta Galaktyki posiada pokłady magicznej energii – fluxa. Fluxy można używać tylko i wyłącznie podczas Pucharu, nad czym czuwa Stowarzyszenie Fluxa.

### I seria

#### Zlodowacenie Akillian
Miało ono miejsce piętnaście lat przed wydarzeniami z 1 serii. Doszło do niego poprzez wybuch Metafluxa na planecie Akillian. W tym samym czasie na pobliskim stadionie rozgrywały się eliminacje do 1/8 finału Pucharu Galactik Football. Wybuch doprowadził do ochłodzenia planety i rozpoczęcia długoletniej epoki lodowcowej. Wybuch ten także spowodował zniknięcie Oddechu Akillian.

#### Wstęp
Akcja tej serii skupia się na planecie Akillian, zlodowaconej przez wybuch 15 lat wcześniej. Powraca na nią Aarch, były zawodnik tej drużyny, który opuścił planetę po zlodowaceniu. Wcześniej, wraz z kolegą z drużyny Artegorem Nexusem grał w drużynie Shadowsów, jednak szkodliwe działanie tego fluxa zmusiło Aarcha do zakończenia kariery piłkarskiej. Na planecie Wamba znajduje spokój i ukojenie po serii trudnych wydarzeń w życiu. Na Akillian wraca wraz z przyjacielem Clampem i postanawiają założyć nową akilliańską drużynę piłkarską. Wkrótce zbiera ośmiu zawodników i w swojej akademii rozpoczyna treningi. Drużyna, w której skład wchodzą: D’Jok, Sinedd, Rocket, Tia, Mei, Thran, Ahito i rezerwowy Micro-Ice przyjmuje nazwę Snow Kids. W trakcie treningu okazuje się, że Tia posiada Oddech Akillian. Snow Kidsi rozgrywają swój pierwszy mecz z drużyną Wambas na ich rodzimej planecie – Wamba. Akilliańczycy przegrywają ten mecz. W jego trakcie obrońca Wambasów brutalnie sfaulował Tię. Był on szantażowany przez Artegora Nexusa. Snow Kidsi, aby rozpocząć rywalizację w Pucharze Galactick Football muszą pokonać obecną drużynę z Akilliana – Red Tigers, prowadzoną przez Artegora. Aarch na kapitana Snow Kidsów wybiera Rocketa, który jest synem Noraty – brata Aarcha. Po zaciętej rywalizacji Snow Kidsi ostatecznie wygrywają ten mecz, a na dodatek D’Jok odkrywa w sobie Oddech.

#### Przebieg Pucharu
Po zakończonym meczu drużyna Red Tigers zostaje rozwiązana. Dzięki zwycięstwu, Snow Kids występują jako reprezentanci Akilliana w Pucharze Galactick Football. W eliminacjach do Pucharu w jednej grupie znajdują się razem z Rykersami, Piratsami i Shadowsami. Po meczu z Red Tigersami do Shadowsów dochodzi Sinedd. Pierwszy mecz Snow Kidsi rozgrywają na planecie Unadar, gdzie przegrywają z Rykersami. Tam również dowiadują się, że Rocket jest bratankiem Aarcha. Rewanż na stadionie Akillian, przy trybunach wypełnionych kibicami wygrywają. Oba pojedynki z Piratsami także wygrywa drużyna Snow Kids. Gdy Piratsi opuszczają Akilliana, Micro-Ice ucieka wraz z Sonnym Blackbonesem na Archipelag Cilo i nie gra w meczu przeciwko Shadowsom, przez co Snow Kidsi przegrywają. Wraca przed rewanżem, jednak Artie, jeden z Piratów kasuje jego pamięć. Na Archipelagu Shadow Akilliańczycy wygrywają rewanż i awansują do 1/8 finału na Stadionie Genesis. natomiast pierwszy mecz z Shadowsami przegrywają. Jednak dzięki wygranemu rewanżowi na archipelagu Shadow dostają się do 1/8 finału pucharu. Na Stadionie Genesis, młodych piłkarzy zachwyca jego wielkość, szczególnie samo boisko, na którym nie potrafią się skupić. Udaje się im jednak pokonać faworytów – drużynę Wambas i awansować do ćwierćfinału. W międzyczasie D’Jock staje się najpopularniejszym piłkarzem swojej drużyny i uznaje siebie za lepszego od innych. Przed meczem ćwierćfinałowym z Lightnings, Warren, kapitan Lightningsów, ostrzega D’Jocka przed nadmierną ilością sławy i w czasie meczu D’Jock zaczyna zdawać sobie sprawę z jej szkodliwości. Ćwierćfinał wygrywają Snow Kidsi po rzutach karnych i przechodzą do półfinału. Przed meczem wyjawiona została prawda dotycząca wybuchu na Akillianie i wielkiego zlodowacenia. Okazuje się, że doszło do wybuchu Metafluxa. Wszyscy urodzeni na planecie niedługo po wybuchu, czyli cała drużyna Snow Kidsów zostali skażeni Metafluxem. Drużyna zgadza się oddać syntetycznego fluxa, aby ocalić swoje zdrowie. Pierwszą połowę meczu z Technodroidami przegrywają 0:4. W przerwie, w szatni odkrywają w sobie prawdziwy Oddech i cały mecz wygrywają. Po meczu D’Jok poznaje swojego ojca – okazuje się nim być Sonny Blackbones. Zostaje on jednak porwany przez Technoid. Balylock, generał Technoidu szantażuje D’Jok, że zabije jego ojca, jeśli Snow Kidsi wygrają finał. Było to częścią planu Blaylocka, który okłamując Sinneda chce, aby ten w momencie wygranej Shadowsów umieścił w Pucharze urządzenie, które zniszczy wszystkie fluxy w Galaktyce. W trakcie finału z nieznanych przyczyn boisko zamarza, jednak służby porządkowe przystosowują je do ponownej gry. Ostatecznie D’Jok ryzykuje dla drużyny i strzela wyrównującego gola. Sonny zostaje uwolniony przez Piratów. Po zaciekłej dogrywce rozgrywanej według zasady „Złotej Bramki”, zwycięską bramkę zdobywa Mei, dzięki czemu Snow Kids po raz pierwszy w historii wygrali Puchar Galactik Football.

#### Mecze
1. Towarzyskie
- Rykers – Red Tigers (10:0)
- Shadows – Lightnings (0:1)
- Wambas – Snow Kids (2:1) (mecz przerwany z powodu faulu na Tii)
- Wambas – Pirates (4:0)

2. Eliminacje do Pucharu Galactik Football
- Red Tigers – Snow Kids (3:4)

3. Faza grupowa
- 1 kolejka
  - Shadows – Pirates (6:1)
  - Rykers – Snow Kids (5:0)

- 2 kolejka
  - Snow Kids – Rykers (3:2)
  - Pirates – Shadows (1:5)

- 3 kolejka
  - Pirates – Snow Kids (1:4)
  - Rykers – Shadows (1:2)

- 4 kolejka
  - Snow Kids – Pirates (6:0)
  - Shadows – Rykers (1:0)

- 5 kolejka
  - Snow Kids – Shadows (2:3)
  - Pirates – Rykers (1:3)

- 6 kolejka
  - Shadows – Snow Kids (3:4)
  - Rykers – Pirates (5:0)

Tabela Grupy A
| Lp. | Zespół    | M | Z | P | Bramki | Pkt. |
| --- | --------- | - | - | - | ------ | ---- |
| 1   | Shadows   | 6 | 5 | 1 | 20:9   | 15   |
| 2   | Snow Kids | 6 | 4 | 2 | 19:14  | 12   |
| 3   | Rykers    | 6 | 3 | 3 | 16:6   | 9    |
| 4   | Pirates   | 6 | 0 | 6 | 3:29   | 0    |

4. Faza pucharowa
- 1/8 Finału:
  - Wambas – Snow Kids (2:3)

- Ćwierćfinał:
  - Lightnings – Snow Kids (0:0) (4:5 w rzutach karnych)

- Półfinały:
  - Technodroids – Snow Kids (4:6)
  - Cyclops – Shadows (1:0) walkower 0:3 z powodu oszustwa Cyclopsów

- Finał:
  - Snow Kids – Shadows (2:1)

#### Wątek Metafluxa i katastrofy na Akillianie
Wybuch na Akillianie, który spowodował wielkie zlodowacenie nastąpił w trakcie meczu Akillian – Shadows. Wybuchł Metaflux – syntetyczny flux stworzony przez profesora Yarreda Labnora i I’Sona na zlecenie generała Technoidu – Blaylocka. Gdy I’Son próbował uciec z Metafluxem, jego statek został zestrzelony, a metaflux stoczył się z wysokiego budynku, spadł na ziemię i spowodował ogromny wybuch. Profesor Labnor stracił pamięć. Po zlodowaceniu stał się nowym człowiekiem – Clampem, przyjacielem Aarcha. Gdy Snow Kidsi wygrali mecz z Red Tigersami, Blaylock przyszedł do Clampa i opowiedział mu o tym, że jest odpowiedzialny za zlodowacenie Akillian. Od tego momentu Clamp był szantażowany – musiał co jakiś czas dostarczać Blaylockowi próbki fluxa Snow Kidsów. Jednocześnie, generał Technoidu wstrzyknął profesorowi wirusa, który bez odpowiedniego antidotum rozprzestrzeniał się po całym ciele i prowadził do powolnej śmierci. Ostatecznie Clamp nie był dłużej w stanie pracować, tym bardziej że odkrył, że fluxem Snow Kidsów nie jest Oddech, ale Metaflux i został zastąpiony klonem. Camp zostaje uwolniony przez Piratów i zaraz po zakończeniu ćwierćfinału wraca do drużyny. Informuje drużynę, że to on wraz z profesorem I’Sonem, którym okazuje się być Sonny Blackbones utworzyli metafluxa i są odpowiedzialni za zlodowacenie Akillian. Przekonują Snow Kidsów do oddania metafluxa, dla ich własnego dobra. Sonny zabiera fluxa, jednak zostaje porwany przez Blaylocka. W trakcie ucieczki przy pomocy Piratów, Sonny ściga Blaylocka, który ukradł metafluxa. Udaje mu się go dogonić i po walce odbiera mu metafluxa, a generał spada z dużej wysokości w przepaść.

#### Pozostałe wątki
Przed meczem Akillian – Shadows na Akillianie, Norata rozmawia ze swoją ciężarną żoną – Keirą. Gdy doszło do zlodowacenia, żona zostawia go z nowo narodzonym dzieckiem – Rocketem i wyjeżdża na Stadion Genesis, gdzie zamierza rozpocząć karierę modelki, jednak jej się to nie udaje. Boi się wrócić do domu więc zostaje na stałe na Stadionie i zatrudnia się w kwiaciarni. Gdy Snow Kidsi awansują do 1/8 finału Tia odkrywa, że matka Rocketa, żyje, wbrew temu co myślał Rocket. Rocket spotyka swoją matkę, ma żal do niej, że go zostawiła. Ma również żal do swojego ojca. Gdy Norata przylatuje na Genesis spotyka Keirę. Wyjaśniają sobie wszystko i postanawiają wrócić do siebie.

### II seria

#### Wstęp
Akcja tej serii skupia się na Stadionie Genesis, cztery lata po wygranej przez Snow Kidsów Pucharu Galactik Football. Obecni mistrzowie przygotowują się do kolejnej edycji Pucharu, aby obronić tytuł i drugi raz z rzędu zdobyć Puchar, co nie udało się dotąd żadnej drużynie. Przed rozpoczęciem Pucharu na Stadionie odbywa się Mecz Gwiazd, w którym biorą udział najlepsi zawodnicy poprzedniej edycji Pucharu. Są to: Warren z Lightningsów, Sinedd z Shadowsów, Rocket ze Snow Kidsów, Kernor z Rykersów, Stevens z Piratsów, Lun Zarea z drużyny Wambas oraz Luur – reprezentant nowej drużyny Xenons. Tuż przed Meczem, kiedy Rocket i Tia spacerują po parku, Tia spada ze skarpy. Rocket, aby ją uratować używa Oddechu, łamiąc zakaz Stowarzyszenia. Kapitan Snow Kidsów zostaje zawieszony, a jego miejsce w Meczu Gwiazd zajmuje D’Jok, który później zostaje także kapitanem Snow Kidsów.

#### Przebieg Pucharu
Snow Kidsi jako mistrzowie od razu awansowali do 1/8 finału Pucharu, gdzie jako przeciwników mieli drużynę Wambas. Bez Rocketa drużyna była rozbita i nie potrafiła ze sobą współpracować, jednak ostatecznie wygrała mecz i awansowała do ćwierćfinału. Po meczu Rocket, decyzją Ligi został przywrócony do drużyny, jednak on, zajęty grą w Netherball nie miał zamiaru do niej wracać. Również ogromnym problemem Snow Kidsów był zły stan zdrowia Ahito, który został zastąpiony jego kuzynką – Yuki. Również miejsce Rocketa zostało obsadzone przez Marka, przyjaciela D’Joka i Micro-Ice’a, który w niedługim czasie odkrył w sobie Oddech. Pierwszy mecz ćwierćfinałowy to mecz Cyclopsów z nową drużyną – Xenons. Jej reprezentanci pochodzą z planety, na której kilkanaście lat temu wydarzyła się ogromna katastrofa, która spowodowała zniknięcie ich fluxa – Żaru Xenonsów, uważanego za najpotężniejszego w Galaktyce, gdyż potrafi na pewien czas zamrozić przeciwnika. Drugi ćwierćfinał to mecz Lightningsów z drużyną Technodroidów V3, gdzie zwycięzcą okazuje się drużyna Warrena. Kolejny mecz ćwierćfinałowy to pojedynek Shadowsów z Piratsami. W trakcie meczu przez wybuch na Archipelagu Shadow, Shadowsi stracili swojego fluxa i przegrali mecz. Jednak Piratsi zostali oskarżeni o spowodowanie tego wybuchu i ich drużyna została zdyskwalifikowana, a sami Piratsi stracili otrzymany po poprzednim Pucharze immunitet. Ostatni mecz ćwierćfinałowy to mecz obrońców tytułu mistrza z Rykersami, który Snow Kidsi wygrali. Aarch, widząc zły stan zdrowia Artegora zaprowadził go do Dame Sinbai, która, tak jak przed laty Aarchowi pomagała Nexusowi zmniejszyć skutki braku Smogu. Artegor po odzyskaniu sił postanowił pomóc Aarchowi w treningach przed meczem z Lightningsami. Dzięki niemu Yuki odkryła w sobie Oddech, co zwiększyło jej efektywność w czasie meczu. Ostatecznie Snow Kidsi wygrali półfinał. W drugim półfinale naprzeciw siebie stanęły drużyny Shadowsów i Xenonsów. Shadowsi w trakcie meczu odzyskali fluxa, jednak nie byli w stanie powstrzymać Luura i przegrali ten mecz. W finale zagrali obrońcy tytułu – Snow Kidsi oraz faworyci turnieju – Xenonsi. W pierwszej połowie przeciwko Mistrzom gra sam Luur, który pokonuje ich 2:1. Gdy Akilliańczycy strzelili kontaktową bramkę od drugiej połowy na boisku jest już cała drużyna Xenonsów. Pod koniec meczu przy wyniku 2:2 dochodzi do wybuchu w pobliżu Stadionu, który powoduje zniszczenie boiska. Drużyny w porozumieniu z Ligą podejmują decyzję o rozegraniu serii rzutów karnych, które miały rozstrzygnąć, kto wygra Puchar. Ostatecznie Puchar wygrywają drugi raz z rzędu Snow Kidsi.

#### Mecze
Mecz Gwiazd
- Drużyna Gwiazd – Technodroidy V3 (5:1)

1/8 finału
- Wambas – Snow Kids (2:3)

Ćwierćfinały
- Shadows – Pirates (2:7)
  - Shadowsi przegrywają mecz z powodu katastrofy na ich planecie, jednak z powodu dyskwalifikacji Piratsów awansują do półfinału.
- Xenons – Cyclops (3:0)
- Rykers – Snow Kids (1:2)
- Lightnings – Technodroids V3 (2:1)

Półfinały
- Shadows – Xenons (3:5)
- Snow Kids – Lightnings (4:3)

Finał
- Xenons – Snow Kids (2:2; rzuty karne – 3:4)

#### Netherball
Netherball to podziemna, nielegalna gra rozgrywana na Stadionie Genesis w tzw. Sferze. Zbudował ją Blaylock, który po wypadku w poprzedniej serii jest w połowie robotem. Od wszystkich grających w Sferze pobierany jest flux, który Balylock chce użyć do zniszczenia Stadionu Genesis. Początkowo mistrzynią Sfery była Kernor, jednak została pokonana przez Rocketa, któremu Sferę pokazał Sinedd. Rocket, gdy został zawieszony miał wrócić na Akillian, jednak zatrzymany tuż przed odlotem przez Sinneda grał cały czas w Netherball, nawet gdy mógł powrócić do gry w drużynie. Grał ze wszystkimi najlepszymi zawodnikami Pucharu i wszystkich pokonał, z wyjątkiem Tii, która wygrywając z nim, przekonała go do powrotu do drużyny. Sama też zrezygnowała z Netherball’u, który po tym pojedynku przestał istnieć.

#### Wyniki pojedynków
- Kernor – Zawodnik Cyclop nr 2 (1:0)
- Kernor – Zawodnik Shadows (1:0)
- Kernor – Rocket (1:4)
- Rocket – Woo Wamboo (3:2)
- Rocket – Sinedd (3:2)
- Rocket – Luur (1:0)
- Rocket – Stevens (1:0)
- Rocket – Warren (2:1)
- Rocket – Tia (3:4)

#### Katastrofa na Archipelagu Shadow
Gdy Sfera przestała istnieć, Blaylock stworzył trzy ładunki – bomby, składające się ze wszystkich fluxów zawodników grających w Netherball. Aby sprawdzić skuteczność bomb i niejako zemścić się na Piratach, wystrzelił jeden ładunek na Archipelag Shadow, w czasie trwania meczu ćwierćfinałowego między Shadowsami a Piratsami. Wybuch spowodował zniknięcie Smogu, przez co Shadowsi przegrali mecz. Blaylock, aby zrzucić winę na Sonny’ego Blackbones’a i jego piratów, umieścił na Archipelagu szczątki podrobionego statku Piratów. Piratsi zostali oskarżeni o spowodowanie wybuchu, stracili immunitet i zostali zdyskwalifikowani z Pucharu. Tym samym miejsce w półfinale zajęli Shadowsi. W trakcie meczu półfinałowego na Archipelagu opadła chmura, utworzona w czasie wybuchu, a Shadowsi odzyskali Smog.

#### Próba zniszczenia Stadionu Genesis
Od początku wydarzeń z serii generał Blaylock, współpracując z Harrisem, próbuje stworzyć ładunek złożony ze wszystkich fluxów pobranych ze Sfery. Jego plan odkrywa jednak Sonny Blackbones, który próbuje go powstrzymać. Ostatecznie jednak, gdy Blaylock próbuje zniszczyć Stadion, okazuje się, że wyrzutnie zostały zablokowane przez Harrisa. Statek z ładunkiem fluxa i Blaylockiem na pokładzie wybucha w pobliżu Stadionu, a fala uderzeniowa powoduje zniszczenia na Genesis, w tym zniszczenie boiska. Okazuje się także, że Harris zatrzymał jeden ładunek fluxa dla siebie.

### III seria
Rok po zakończeniu poprzedniego Pucharu na Genesis mają miejsce dziwne wybuchy. Ponadto Stadion nadal nie został naprawiony po eksplozji zbiorników z fluxem nieopodal Stadionu, która zakłóciła poprzedni finał Pucharu. Tajemniczy Lord Phoenix z planety Paradisia uważa, że Liga nie zdąży z przygotowaniem Genesis i proponuje zorganizowanie zastępczego pucharu na swojej planecie. W Pucharze Paradisii biorą udział wszystkie najlepsze drużyny z Galaktyki, w tym również Snow Kidsi. W Pucharze dopuszcza się tworzenie drużyn składających się z zawodników o różnych fluxach. Stowarzyszenie Fluxa jest zaniepokojone tym faktem, jednak dopuszcza taką możliwość. Drużynę Snow Kids opuszczają: Mei, która w trakcie meczu towarzyskiego z Shadowsami odkrywa w sobie Smog, zakochuje się w Sineddzie i przechodzi do jego drużyny, Yuki, która z racji powrotu Ahito przechodzi do drużyny Elektras i D’Jok, który załamany odejściem Mei przyjmuje propozycję Phoenixa zostania kapitanem drużyny gospodarzy turnieju – Drużyny Paradisii. Do Snow Kidsów dołącza natomiast Lun Zia z drużyny Wambas oraz Artegor Nexus, który zasila skład trenerski dwukrotnych mistrzów. Ostatecznie Snow Kidsi opadają z turnieju w półfinale po porażce z drużyną D’Joka. W trakcie finału dochodzi do eksplozji tzw. Multi-fluxa, która niszczy planetę. Wszystkim udaje się bezpiecznie opuścić Paradisię. Po kilku miesiącach Liga, szantażowana przez Harrisa przyspiesza organizację Pucharu Galactik Football. Do drużyny z Akilliana powraca Mei, a po pewnym czasie również D’Jok. Na finał do Snow Kids wrócił Sinedd, który strzelił bramkę na wagę zwycięstwa i zdobycia trzeciego z rzędu Pucharu. Po zakończonym Pucharze w trakcie treningu Mistrzów z członkami Club Galactik, nagle znikają wszystkie dzieci z Club Galactik oraz Mei i Micro-Ice.

## Flux
Flux to pokłady magicznej, potężnej energii charakterystycznej dla planety lub drużyny, która jest w każdym mieszkańcu danej planety. Energia jest na tyle niebezpieczna, iż musi podlegać stałej kontroli Stowarzyszenia Fluxa, które zezwala na jej nieograniczone użycie wyłącznie w meczach Pucharu Galactik Football. Każdy flux ma unikatowe i wyjątkowe cechy, a także różną barwę i poziom siły.
- Oddech Akillian – błękitny flux drużyny Snow Kids, Akillian oraz Red Tigers, znajdujący się na planecie Akillian. Zniknął w trakcie Wielkiego Zlodowacenia Akillian, piętnaście lat przed wydarzeniami I serii przez wybuch metafluxa. Pojawił się ponownie w zawodnikach Snow Kids. Zniknął także z Akilliana w czasie wybuchu Multi-fluxa w czasie Finału Pucharu w III serii. Poprawia ogólną motorykę ciała, może służyć jako tarcza, a także umożliwia latanie. Jako jedyny z fluxów posiada możliwość przekazywania go między zawodnikami[9].
- Smog – czarny flux drużyny Shadowsów z Archipelagu Shadow. W II serii zniknął na pewien czas przez eksplozję pocisku z fluxami pobranymi ze Sfery. Polepsza kondycję, służy jako zasłona, umożliwia teleportację na małe odległości pozostawiając cieniste smugi[9].
- Szarża – jasnoniebieski flux drużyny Lightnngsów. Umożliwia zawodnikowi bieg z prędkością światła oraz teleportację na małe odległości (jednak tutaj różni się ona od tej w przypadku użyciu smogu – wygląda to jakby ciało rozpadało się na wiele małych elementów i scalało w innym miejscu)[9].
- Metaliczny krzyk – żółty flux, znajdujący się na planecie Unadar, którego używają zawodnicy drużyny Rykers. Daje zawodnikowi ogromną siłę, wywołuje potężną falę uderzeniową z wyładowaniami elektrycznymi[9].
- Ryk – ciemnopomarańczowy flux z planety Wamba, zwiększa siłę, szybkość i zwinność zawodników[9].
- Fala mózgu – jasnozielony flux wydobywający się z oczu zawodników drużyny Cyclopsów, który wywołuje silny ból głowy u przeciwnika. Może być używany przez kilku zawodników naraz dla silniejszego efektu[9].
- Żar Xenonu – uważany za najpotężniejszy w Galaktyce, zielony flux drużyny Xenons, poprawia siłę i szybkość, może zamrozić na pewien czas przeciwnika[9].
- Fala Hectonii – flux drużyny Elektras, jest jasnoniebieski i wygląda jakby fala wodna[9].
- Metaflux – sztuczny, syntetyczny flux, niewykrywalny dla Stowarzyszenia Fluxa. Został stworzony przez prof. Labnora(Clampa) i prof. I’sona(Sony Blackbones) w laboratoriach Technoidu. Początkowo miał służyć jako flux drużyny Technoid, jednak Blaylock chciał go użyć do wywołania wojny. Poprawia szybkość i wytrzymałość, może upodobnić się do dowolnego fluxa, szkodzi zdrowiu zawodników. Początkowo jego posiadaczami byli Snow Kidsi, którzy oddali go przed półfinałem I serii[9].
- Multi-flux – połączenie fluxów wszystkich drużyn grających w Pucharze Paradisia w III serii. Wszczepienie go do jądra Paradisii spowodowało eksplozję na tej planecie i konieczność przerwania Pucharu i ewakuacji całej planety. Również jego eksplozja spowodowała wybuch na Akillianie i zniknięcie Oddechu. Posiadaczami tego fluxa była Drużyna Paradisia[9].
- Anty-Multi-flux – stworzona przez Clampa substancja, mająca zneutraizować Multi-fluxa. Połączenie jej z Multi-fluxem spowodowało jego zniszczenie i odebranie fluxa Drużynie Paradisii[9].

## Planety
- Akillian – planeta, z której pochodzą główni bohaterowie tego serialu – piłkarze drużyny Snow Kids i była drużyna Akkilian. Zlodowacona piętnaście lat przed wydarzeniami I serii przez wybuch Metafluxa[10].
- Wamba – dziewicza planeta drużyny Wambas, na której panują tropikalne warunki – czysta i nieuprzemysłowiona. Jej mieszkańcy żyją w zgodzie z naturą[10].
- Unadar – mocno zanieczyszczona planeta Rykersów, którzy nie są jej rodowitymi mieszkańcami – zostali zmuszeni do przystosowania się do panujących tam warunków. Nieprzyjazna przede wszystkim z powodu problemów ze snem i mutacji[10].
- Archipelag Shadow – uważane za najmroczniejsze miejsce w Galaktyce, gdzie swój stadion i dom ma drużyna Shadowsów. Przygnębienie udziela się wszystkim tam witającym. Zbudowana z czerwonych kryształów[10].
- Xzion – planeta zamieszkana przez Lightningsów[10].
- Gwiazdozbiór Xenon – planeta zamieszkana przez Xenonsów. Dwanaście lat przed wydarzeniami II serii nastąpiła tam nieznana katastrofa. Jest zielonego koloru[10].
- Cyclop(ias) – planeta zamieszkana przez Cyclopsów[10].
- Oeno – planeta, na której znajduje się siedziba Władz Ligi Galactik Football[10].
- Kwatera Główna Stowarzyszenia Fluxa – planeta karłowata, która jest siedzibą członków Stowarzyszenia Fluxa[10].
- Główna Baza Technoidu – planeta z laboratoriami Technoidu. Tam został uwięziony Clamp przez Blaylock’a[10].
- Więzienie Technoidu – więzienie, w którym znajdują się wrogowie Technoidu[10].
- Archipelag Shiloe(Cillo) – planeta karłowata będąca kryjówką Piratsów, która była już częściowo kontrolowana przez Technoid. Piratsi mają tam według Sonny’ego najlepszą kryjówkę jaką mogą mieć. Znajdują się tam skradzione statki Technoidu. Tam stadion Piratsów wylądował w postaci meteorytu[10].
- Hectonia – rodzima planeta drużyny Elektras.
- Stadion Genesis – planeta karłowata, w kształcie gwiazdy, w centrum której znajduje się ogromny stadion. Miejsce rozgrywania Fazy Pucharowej Pucharu Galactik Football[10].
- Obia – księżyc, który jest miejscem zamieszkania rodziny Tii[10].
- Ibo – księżyc, którego promieniowanie wywołuje Wambasowy flux – Ryk[10].
- Paradisia – nowo odbudowana planeta, której gospodarzem jest Lord Phoenix. Miejsce rozgrywania Pucharu Paradisii. Zostaje zniszczona przez wybuch Multi-fluxa.
- Ascalon – planeta, na której w trakcie Wojny Fluxów mieli zginąć rodzice Sinedda, a tak naprawdę zostali przeniesieni do Sektora 17.
- Strefa 17 – najbardziej odległy sektor w Galaktyce Zaelion, który nie ma bezpośredniego połączenia z resztą Galaktyki. Zostali tam umieszczeni prawdziwi rodzice Sinedda.

## Organizacje
- Technoid – najpotężniejsza firma w Galaktyce, produkująca różne maszyny i roboty, służące jako ułatwienie życia mieszkańców, a także w celach obronnych i strażniczych. Główny wróg Piratsów. Prezesem Technoidu jest Książę Madox[11].
- Stowarzyszenie Fluxa – organizacja powołana w celu zachowania pokoju w Galaktyce po wojnie fluxów. Odpowiada za to, aby żaden flux nie był używany poza meczami Pucharu. Przewodniczącym Stowarzyszenia jest Brim Simbra, którego po jego śmierci na Paradisii zastępuje Brim Balarius. Członkowie Stowarzyszenia pochodzą ze wszystkich planet.
- Liga Galactik Football – odpowiedzialna za organizację Pucharu Galactik Football. Jej prezesem jest Adin. Wszystkie drużyny biorące udział w Pucharze są w niej zrzeszone. W czasie ewakuacji na Paradisii zezwoliła wszystkim zawodnikom na używanie fluxów w celu pomocy przy ewakuacji.

## Odcinki
Serial składa się z 78 odcinków. W Polsce I i II seria była emitowana na kanale Jetix, a od 11 kwietnia 2011 r. także na kanale Disney XD.
Emisja w Polsce (Jetix/Disney XD)
Sezon I (odc. 1-13) – 3 czerwca 2006
Sezon I (odc. 14-26) – 2 września 2006
Sezon II (odc. 27-39) – 31 maja 2008
Sezon II (odc. 40-52) – 6 września 2008
Sezon III (odc. 53-78) – 2 kwietnia 2012
| Seria | Ep # | Premiera serii EUR | Finał serii EUR | Premiera serii POL | Finał serii POL      |
| ----- | ---- | ------------------ | --------------- | ------------------ | -------------------- |
| 1     | 26   | 3 czerwca 2006     | 1 sierpnia 2006 | 3 czerwca 2006     | 14 września 2006     |
| 2     | 26   | 5 kwietnia 2008    | 6 września 2008 | 31 maja 2008       | 18 października 2008 |
| 3     | 26   | 1 czerwca 2010     | 2 lutego 2011   | 2 kwietnia 2012    | 30 czerwca 2012      |

### Seria 1
| Nr | Tytuł            | Tytuł polski        | Premiera        | Premiera w Polsce |
| -- | ---------------- | ------------------- | --------------- | ----------------- |
| 1  | The Comeback     | Powrót              | 3 czerwca 2006  | 3 czerwca 2006    |
| 2  | A New Hope       | Nowa nadzieja       | 4 czerwca 2006  | 4 czerwca 2006    |
| 3  | The Challenge    | Wyzwanie            | 10 czerwca 2006 | 10 czerwca 2006   |
| 4  | The Team         | Drużyna             | 11 czerwca 2006 | 11 czerwca 2006   |
| 5  | The Capitain     | Kapitan             | 17 czerwca 2006 | 17 czerwca 2006   |
| 6  | Second Wind      | Drugi wiatr         | 18 czerwca 2006 | 18 czerwca 2006   |
| 7  | Coach’s Pet      | Ulubieniec trenera  | 24 czerwca 2006 | 24 czerwca 2006   |
| 8  | The Storm        | Śnieżna burza       | 25 czerwca 2006 | 25 czerwca 2006   |
| 9  | Revenge Match    | Mecz rewanżowy      | 1 lipca 2006    | 1 lipca 2006      |
| 10 | The Pirates      | Piratsi             | 2 lipca 2006    | 2 lipca 2006      |
| 11 | The Professor    | Profesor            | 8 lipca 2006    | 8 lipca 2006      |
| 12 | The Escape       | Ucieczka            | 9 lipca 2006    | 9 lipca 2006      |
| 13 | The Striker      | Napastnik           | 9 lipca 2006    | 15 lipca 2006     |
| 14 | Black Hole       | Czarna Dziura       | 16 lipca 2006   | 2 września 2006   |
| 15 | Last Chance      | Ostatnia szansa     | 17 lipca 2006   | 3 września 2006   |
| 16 | Genesis Stadium  | Stadion Genesis     | 24 lipca 2006   | 4 września 2006   |
| 17 | Get Ready        | Do dzieła           | 24 lipca 2006   | 5 września 2006   |
| 18 | Under Pressure   | Pod presją          | 25 lipca 2006   | 6 września 2006   |
| 19 | The Star         | Gwiazda             | 26 lipca 2006   | 7 września 2006   |
| 20 | Metaflux         | Metaflux            | 27 lipca 2006   | 8 września 2006   |
| 21 | The Forfeit      | Do ostatniej minuty | 28 lipca 2006   | 9 września 2006   |
| 22 | The Missing Link | Brakujące ogniwo    | 29 lipca 2006   | 10 września 2006  |
| 23 | Blackmail        | Szantaż             | 30 lipca 2006   | 11 września 2006  |
| 24 | The Duel         | Pojedynek           | 30 lipca 2006   | 12 września 2006  |
| 25 | The Traitor      | Zdrajca             | 31 lipca 2006   | 13 września 2006  |
| 26 | The Cup          | Puchar              | 1 sierpnia 2006 | 14 września 2006  |

### Seria 2
| Nr | Tytuł                  | Tytuł polski              | Premiera         | Premiera w Polsce    |
| -- | ---------------------- | ------------------------- | ---------------- | -------------------- |
| 27 | Return to Genesis      | Powrót na stadion Genesis | 5 kwietnia 2008  | 31 maja 2008         |
| 28 | The Suspension         | Zawieszenie               | 6 kwietnia 2008  | 1 czerwca 2008       |
| 29 | A Team Reinvented      | Reaktywacja drużyny       | 12 kwietnia 2008 | 7 czerwca 2008       |
| 30 | The New Captain        | Nowy kapitan              | 13 kwietnia 2008 | 8 czerwca 2008       |
| 31 | The Homecoming         | Powrót do domu            | 19 kwietnia 2008 | 14 czerwca 2008      |
| 32 | Netherball Rules!      | Netherball rządzi         | 20 kwietnia 2008 | 15 czerwca 2008      |
| 33 | Doubts Within          | Wątpliwości               | 26 kwietnia 2008 | 21 czerwca 2008      |
| 34 | Rocket’s Descent       | Upadek Rocketa            | 27 kwietnia 2008 | 22 czerwca 2008      |
| 35 | The All-Stars          | Mecz Gwiazd               | 3 maja 2008      | 28 czerwca 2008      |
| 36 | Rocket vs. Sinedd      | Rocket kontra Sinedd      | 4 maja 2008      | 29 czerwca 2008      |
| 37 | The Champions Stumble  | Mistrzowskie potknięcie   | 10 maja 2008     | 5 lipca 2008         |
| 38 | Last Stand             | Decydujące starcie        | 11 maja 2008     | 6 lipca 2008         |
| 39 | Fluxless               | Bez Fluxa                 | 17 maja 2008     | 12 lipca 2008        |
| 40 | New Order              | Nowy porządek             | 26 lipca 2008    | 6 września 2008      |
| 41 | Revelations            | Rewelacje                 | 27 lipca 2008    | 7 września 2008      |
| 42 | New Rules              | Nowe zasady               | 2 sierpnia 2008  | 13 września 2008     |
| 43 | Open Doors             | Otwarte drzwi             | 3 sierpnia 2008  | 14 września 2008     |
| 44 | Warren Steps In        | Wkracza Warren            | 9 sierpnia 2008  | 20 września 2008     |
| 45 | The Technodroids V3s   | Technodroidy V3           | 10 sierpnia 2008 | 21 września 2008     |
| 46 | The Fallen Star        | Upadła gwiazda            | 16 sierpnia 2008 | 27 września 2008     |
| 47 | Coach Artegor          | Trener Artegor            | 17 sierpnia 2008 | 28 września 2008     |
| 48 | Rocket, The Midfielder | Rocket, pomocnik          | 23 sierpnia 2008 | 4 października 2008  |
| 49 | Destiny                | Przeznaczenie             | 24 sierpnia 2008 | 5 października 2008  |
| 50 | Final Preparations     | Ostateczne przygotowania  | 31 sierpnia 2008 | 11 października 2008 |
| 51 | A Team Unravels        | Finałowa taktyka          | 31 sierpnia 2008 | 12 października 2008 |
| 52 | Bleylock’s Revenge     | Zemsta Bleylocka          | 6 września 2008  | 18 października 2008 |

### Seria 3
| Nr | Tytuł                             | Tytuł polski                 | Premiera             | Premiera w Polsce |
| -- | --------------------------------- | ---------------------------- | -------------------- | ----------------- |
| 53 | Stars in Danger                   | Gwiazdy w niebezpieczeństwie | 1 czerwca 2010       | 2 kwietnia 2012   |
| 54 | The Break-Up                      | Rozstanie                    | 6 lipca 2010         | 3 kwietnia 2012   |
| 55 | Welcome to Paradisia              | Witamy na Paradisii          | 7 lipca 2010         | 4 kwietnia 2012   |
| 56 | A New Strategy                    | Nowa strategia               | 8 lipca 2010         | 5 kwietnia 2012   |
| 57 | Resonance                         | Rezonans                     | 9 sierpnia 2010      | 6 kwietnia 2012   |
| 58 | May the Show Begin                | Widowisko pora zacząć        | 16 sierpnia 2010     | 9 kwietnia 2012   |
| 59 | Fathers and Sons                  | Ojcowie i synowie            | 23 sierpnia 2010     | 10 kwietnia 2012  |
| 60 | The Other Side of Paradisia       | Druga strona Paradisii       | 30 sierpnia 2010     | 11 kwietnia 2012  |
| 61 | The Secret of Deep Stadium        | Tajemnica Morskiej Areny     | 6 września 2010      | 12 kwietnia 2012  |
| 62 | Friends and Enemies               | Przyjaciele i wrogowie       | 13 września 2010     | 13 kwietnia 2012  |
| 63 | Battle for the Final              | Bitwa o finał                | 20 września 2010     | 30 kwietnia 2012  |
| 64 | Betrayal on the Field             | Zdrada na boisku             | 27 września 2010     | 1 maja 2012       |
| 65 | Endgame                           | Koniec gry                   | 4 października 2010  | 2 maja 2012       |
| 66 | A New Start                       | Nowy początek                | 11 października 2010 | 3 maja 2012       |
| 67 | Crossed Fates                     | Piłkarskie losy              | 18 października 2010 | 4 maja 2012       |
| 68 | The Secrets of the Breath         | Tajniki oddechu              | 25 października 2010 | 21 maja 2012      |
| 69 | Reconstituted Families            | Odbudowane rodziny           | 1 listopada 2010     | 22 maja 2012      |
| 70 | Sinedd’s Shadow                   | Cień Sinedda                 | 8 listopada 2010     | 23 maja 2012      |
| 71 | The Ghost of Paradisia            | Duch Paradisii               | 15 listopada 2010    | 24 maja 2012      |
| 72 | Walk for a Pirate                 | Misja Pirata                 | 15 stycznia 2011     | 25 maja 2012      |
| 73 | Farewell, Paradisia!              | Żegnaj, Paradisio!           | 16 stycznia 2011     | 28 maja 2012      |
| 74 | All Together!                     | Wszyscy razem!               | 22 stycznia 2011     | 26 czerwca 2012   |
| 75 | Lost Illusions                    | Stracona iluzja              | 23 stycznia 2011     | 27 czerwca 2012   |
| 76 | The Second Chance                 | Druga szansa                 | 18 lutego 2011       | 28 czerwca 2012   |
| 77 | On All Fronts                     | Na wszystkich frontach       | 21 lutego 2011       | 29 czerwca 2012   |
| 78 | The Stars of Akillian are Eternal | Gwiazdy Akillian są wieczne  | 22 lutego 2011       | 30 czerwca 2012   |